# Plaire et instruire

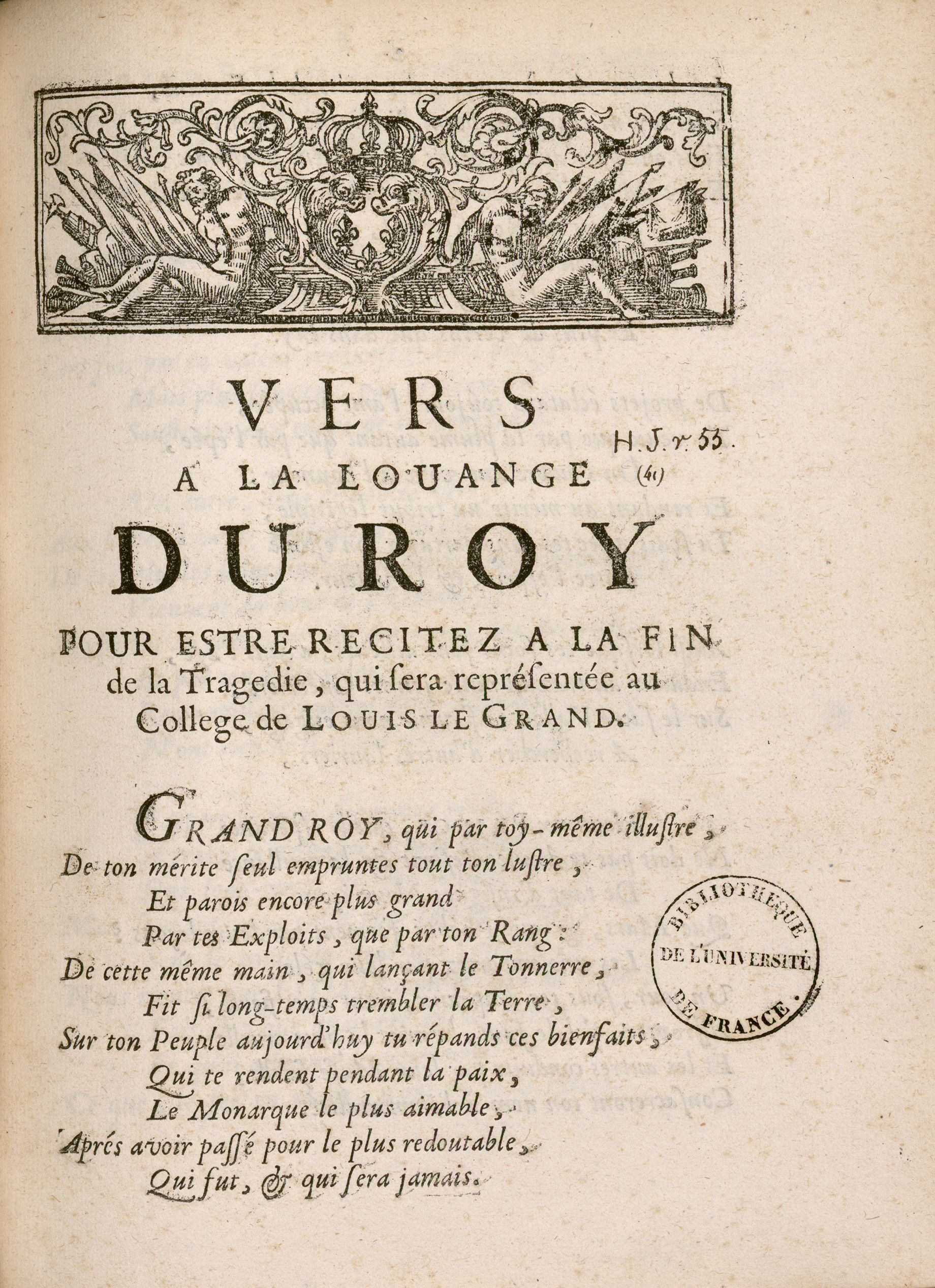
Verse zum Lob des Königs Ludwig XIV., als Schlusswort einer Tragödie

Die Formel des plaire et instruire, auf Deutsch „erfreuen und belehren“, definiert in der französischen Klassik die erwünschte Funktion eines literarischen Werks.

## Definition
Die Formel des plaire et instruire (frz.: erfreuen und belehren) ist eines der Grundprinzipien in der normativen Poetik der französischen Klassik des 17. Jahrhunderts und definiert den Anspruch an die Wirkung oder Funktion eines literarischen Werks. Die Werke der Klassik, beispielsweise die Theaterstücke von Molière, Jean Racine oder Pierre Corneille, aber auch die Fabeln von La Fontaine, sollten demnach sowohl der Unterhaltung (plaire, d. h. gefallen oder auch divertir, d. h. unterhalten) als auch der Bildung (instruire oder enseigner, d. h. unterrichten) des Publikums dienen.

## Ursprung
Die französische Klassik greift für dieses Prinzip wie in vielen anderen Fällen auch auf die antike Poetik und Rhetorik zurück. Der Begriff „plaire et instruire“ geht auf Horaz zurück, der in seiner Ars Poetica (Poetik) über das klassische römische Theater schreibt:
Aut prodesse volunt aut delectare poetae
aut simul et iucunda et idonea dicere vitae.
Das heißt: Die Dichter schreiben entweder um zu gefallen, oder um zu belehren, oder um beides gemeinsam zu tun. Während Horaz die Möglichkeit einer Alternative einräumt, wird in der französischen Klassik dann immer beides gemeinsam, Erfreuen und Belehren, als normatives Prinzip definiert.
Das Prinzip des plaire et instruire lässt sich außerdem als eine Teilmenge der drei grundlegenden Wirkungsweisen der Literatur verstehen, die in der antiken Rhetorik unterschieden werden: docere (belehren), delectare (erfreuen) und movere (bewegen, rühren), die auch in Frankreich im 17. und 18. Jahrhundert wichtig waren (frz.: instruire, divertir, toucher).
Auch im 18. Jahrhundert blieb dieses Prinzip, nun im Sinne der Aufklärung, erhalten.